# فروشگاه کورش

محل فروشگاه کوروش در خیابان ولیعصر تهران

فروشگاه کورش، که بعد از انقلاب ۱۳۵۷ ایران برای مدتی به نام فروشگاه قدس شناخته شد، یکی از نخستین فروشگاه‌های زنجیره‌ای ایران بود.

## از تأسیس تا تعطیلی
فروشگاه‌های کوروش توسط حمید کاشانی اخوان در سال ۱۳۴۹ تأسیس گردید و سپس احمد خیامی با وی شریک شد. ساختار این فروشگاه شبیه فروشگاه‌های والمارت بود. پس از چند سال تعداد این فروشگاه‌ها در تهران به ۱۴ رسید که ۹ فروشگاه تحت عنوان کوروش و بقیه به عنوان سوپر استور و سوپر پرشین زیر نظر همین مجموعه اداره می‌شدند.
این فروشگاه‌ها پس از انقلاب ۱۳۵۷ مصادره و در اختیار بنیاد مستضعفان قرار گرفتند وبا دستور روح الله خمینی به فروشگاه‌های زنجیره‌ای قدس تغییر نام دادند. در آن زمان مدیران مجموعه پاکسازی شدند و دانش اداره این مجموعه از میان رفت. سود دهی مجموعه در حدی نبود که پاسخگوی وام‌های دریافتی قبل از انقلاب باشد. به تدریج فروشگاه‌ها به صورت غرفه غرفه درآمده و اجاره داده شدند و در آخر به صورت چیزی شبیه پاساژ درآمدند.
سیف‌الله یزدانی که خود دو دوره مدیریت این مجموعه را بر عهده داشته‌است می‌گوید: «مشکل اینجا بود که فروشگاه‌های زنجیره‌ای در کشور ما جدی گرفته نشد. یعنی آدمی می‌رفت در راس مجموعه که کلاً از فلسفه فروشگاه‌های زنجیره‌ای خالی‌الذهن بود.»
فروشگاه‌های زنجیره‌ای قدس در اواخر دهه هفتاد برای همیشه تعطیل شدند.